# Dan Dumitru
Pour les articles homonymes, voir Dumitru.
Pas d'image ? Cliquez ici

a Compétitions nationales et continentales officielles uniquement.

b Matchs officiels uniquement.
Dernière mise à jour le 13 mars 2025.
Dan Dumitru, né le 4 octobre 1982, est un joueur de rugby à XV, qui joue avec l'équipe de Roumanie. Il évolue au poste de centre.

## Carrière

### En club
Dan Dumitru arrive en 2006 à Beaurepaire où il joue pendant deux ans en Fédérale 1. Puis en 2008, il rejoint le club d'Oyonnax où il découvre le rugby professionnel avec la Pro D2. Il poursuit sa carrière professionnelle à l'US Colomiers.

### En équipe de Roumanie
Il obtient sa première cape internationale le 12 juin 2009 à l'occasion d'un match contre l'Uruguay.

## Palmarès

### En club
- Deuxième phases de la Fédérale 1 (Jean-Prat) en 2006-2007 et play-down en 2007-2008 avec Beaurepaire
- Demi-finaliste de la Pro D2 en 2009 et 2010 avec Union sportive Oyonnax rugby.

### En équipe nationale
- Néant